# 25. století př. n. l.

## Události
- 2900–2334 př. n. l. – Mezopotámské války Raně dynastického období.
- 2500 př. n. l. – Na ostrově Kréta počíná raná doba mínojská, pojmenovaná tak po bájném králi Mínoovi.
- 2500 př. n. l. – Mesannepada založil první dynastii v Uru.
- 2500 př. n. l. – V údolí Indu, v Sindu, v Paňdžábu, na poloostrově Kathiavar a na pobřeží Belučistánu se rozšířila harappská civilizace.
- 2494 př. n. l. – Konec čtvrté dynastie a začátek páté dynastie v Egyptě. Zemřel faraon Shepseskaf. Začal vládnout faraon Userkaf.
- 2492 př. n. l. – Datum vzniku arménského národa.
- 2490 př. n. l. – Chefrén, egyptský král čtvrté dynastie, zemřel.
- 2471 př. n. l. – Mykerínos, egyptský král čtvrté dynastie jako nástupce svého otce Chefréna, zemřel.
- 2465 př. n. l. – V Egyptě začíná s nástupem vlády krále Veserkafa pátá dynastie, během které se zesilují rozdíly mezi slunečním bohem Ré a králem.
- 2460 př. n. l. – Začátek šesté dynastie v Egyptě.
- 2430 př. n. l. – Král Eannatum z dynastie v Lagaši, rozšiřuje své panství na Babylónii.